# Калб, Марвин
Марвин Л. Калб (англ. Marvin L. Kalb; род. 9 июня 1930 года) — американский журналист, основатель и директор Центра Шоренстейн при Гарвардском университете. Научный сотрудник Университета Джорджа Вашингтона и член консультативного совета Атлантического сообщества. Приглашённый специалист по внешней политике в Брукингском институте.

## Карьера
Марвин Калб закончил Сити-колледж Нью-Йорка и Гарвардский университет.
Калб провёл 30 лет как журналист в CBS news и NBC news. Ещё в молодости он был принят на работу Эдвардом Мэрроу и стал сотрудником в так называемой группе «Мальчиков Мэрроу». Много лет работал главным журналистом-международником в программе «Встреча с прессой». Марвин и его старший брат Бернард стали очень известными журналистами и работали на такие крупные медиакомпании как CBS и NBC.
Калб стал автором многих книг, посвящённых журналистике и политике: «Дракон в кремле», «Волга», «Киссинджер», «Кампания 88», «Место Никсона» и «Одна скандальная история». Последняя книга была посвящена преследующему США наследию Вьетнамской войны, и написал он её в соавторстве с дочерью.
Его приглашают на ежемесячное обсуждение этики и стандартов СМИ в Национальном пресс-клубе в Вашингтоне (округ Колумбия) под эгидой Центра Джоан Шоренстейн и Университета Джорджа Вашингтона. Калб стал новостным аналитиком в Fox News Channel и одним из радиоведущих National Public Radio и Америка за рубежом. В настоящее время является старшим советником Пулитцеровского центра.